# 2429 Schurer
2429 Schurer је астероид главног астероидног појаса са средњом удаљеношћу од Сунца која износи 2,572 астрономских јединица (АЈ).
Апсолутна магнитуда астероида је 12,2.